# The Fits
The Fits é um filme de drama estadunidense de 2015 dirigido por Anna Rose Holmer, e estrelado por Royalty Hightower, Alexis Neblett e Lauren Gibson. O filme estreou no Festival de Cinema de Veneza e foi selecionado para participar do Festival de Cinema de Sundance.

## Elenco
- Royalty Hightower como Toni
- Alexis Neblett como Beezy
- Lauren Gibson como Maia
- Da'Sean Minor como Jermaine
- Inayah Rodgers como Karisma
- Makyla Burnam como Legs
- Antonio A.B. Grant Jr. como Donté
- Q-Kidz Dance Team como "The Lionesses"

## Recepção
No Rotten Tomatoes, o filme tem uma taxa de aprovação de 97%, com base em 107 avaliações, com uma pontuação média ponderada de 8/10. O consenso crítico do site diz: "Tão emocionante quanto único, o emocionante e cinético The Fits marca a estreante diretora e roteirista Anna Rose Holmer como um talento singular". No Metacritic, o filme tem uma pontuação de 90 em 100, com base em 24 avaliações, indicando "aclamação universal".